# Valhalla: Before the War
Valhalla: Before the War est un jeu vidéo d'aventure développé et édité par Vulcan Software, sorti en 1995 sur Windows et Amiga.

## Accueil
- Amiga Format : 40%[1],
- Amiga Power : 19%[2],
- The One Amiga : 44%[3],
- Amiga Computing : 45%[4]